# Rudibert Jacobi
Rudibert „Rudi“ Jacobi (* 23. Dezember 1927 in Heidelberg; † 2. Februar 1989) war ein deutscher Fußballschiedsrichter.
Rudibert Jacobi gehörte 1963 zu den Schiedsrichtern der ersten Bundesligasaison. Zwischen 1963 und 1968 leitete er 41 Spiele der Fußball-Bundesliga sowie das Finale des DFB-Pokals 1964/65 zwischen Borussia Dortmund und Alemannia Aachen. Außerdem unterstützte er als Linienrichter gemeinsam mit Rudolf Eisemann Kurt Tschenscher bei der Leitung des Endspiels um den Europapokal der Landesmeister 1966/67 zwischen Celtic Glasgow und Inter Mailand.
Jacobi war Mitglied des SV Sandhausen und übernahm nach seinen Bundesliga-Einsätzen von 1968 bis 1975 die Leitung der Schiedsrichtervereinigung des Kreises Heidelberg, die 1919 als Schiedsrichter-Vereinigung Neckargau im Süddeutschen Fußball-Verband (SFV) gegründet worden war.

## Weblink
- Rudibert Jacobi in der Datenbank von weltfussball.de